# Mary Cambridge
Mary Cambridge, CStJ (khai sinh là Công nữ Mary xứ Teck; tiếng Anh: Mary of Teck; 12 tháng 6 năm 1897 – 23 tháng 6 năm 1987) là nữ quý tộc, nữ vận động viên người Anh và là Công tước phu nhân xứ Beaufort. Bà là con gái cả của Adolphus Cambridge, Hầu tước thứ 1 xứ Cambridge và Margaret Grosvenor, đồng thời là cháu gái của Vương hậu Mary của Liên hiệp Anh.

## Thiếu thời
Công nữ Mary xứ Teck chào đời tại White Lodge, Công viên Richmond vào ngày 12 tháng 6 năm 1897. Bà là con thứ của Aldolphus xứ Teck và Margaret Grosvenor. Chị của cha bà là Công tước phu nhân xứ York.
Vào năm 1917, tại thời điểm cao trào của Chiến tranh thế giới thứ nhất, khi những người thân và họ hàng của Vua George V từ bỏ tước vị ngoại quốc, cha cô trở thành Hầu tước xứ Cambridge, Bá tước xứ Eltham và Tử tước Northallerton. Do đó, Công nữ Mary xứ Teck trở thành Tiểu thư Mary Cambridge.
Mary đã từng là phù dâu trong 5 đám cưới vương thất: đám cưới năm 1904 của Công tử Alexander xứ Teck với Vương tôn nữ Alice của Albany; đám cưới năm 1913 của Vương tôn Athur xứ Connaught và Vương tôn nữ Alexandra, Nữ Công tước thứ 2 xứ Fife; đám cưới năm 1914 của Vương tôn nữ Patricia của Connaught và Alexander Ramsay Danh dự; đám cưới năm 1922 của Vương nữ Mary của Liên hiệp Anh và Tử tước Lascelles; và đám cưới năm 1923 của Vương tử Albert, Công tước xứ York và Elizabeth Bowes-Lyon.

## Hôn nhân
Vào ngày 14 tháng 6 năm 1923, bà kết hôn với Henry Somerset, Hầu tước xứ Worcester tại Nhà thờ Thánh Margaret, Westminster. Sau đám cưới, bà trở thành Hầu tước phu nhân xứ Worcester và sau này là Công tước phu nhân xứ Beaufort khi bố chồng qua đời vào năm 1924. Hai vợ chồng không có con.

## Cuộc sống về sau
Giữa Chiến tranh thế giới thứ hai, bác bà, Thái hậu Mary miễn cưỡng quyết định tới sống cùng với Mary và chồng bà tại Dinh thự Badminton, Gloucestershire. Những người làm việc cho Vương hậu Mary có mặt gần như mọi ngóc ngách trong căn nhà. Khi Vương hậu rời đi, Mary được hỏi rằng bác mình sống ở đâu trong căn nhà và Mary đã trả lời rằng: "Bác ấy sống ở mọi nơi" (She lived in all of it).
Công tước phu nhân và chồng bà đều là những người cưỡi ngựa cừ khôi. Vào năm 1947, Công tước đã mở giải Badminton Horse Trials tại nhà mình.
Mary trở thành một góa phụ vào năm 1984. Bà tiếp tục cuộc sống của mình tại Dinh thự Badminton, nơi mà bà thỉnh thoảng ngồi ở những căn phòng lớn để trả lời những câu hỏi của du khách.
Mary qua đời vào ngày 23 tháng 6 năm 1987 ở tuổi 90. Bà được chôn cất tại Nhà thờ Thánh Michael và Tất cả các Thiên Thần, Badminton.